# Monsters (colecție de povestiri)
Monsters este o colecție de opt povestiri științifico-fantastice din 1965 editată de Forrest J. Ackerman. Povestirile sunt scrise de autorul canadiano-american A. E. van Vogt în perioada 1940 - 1950.

## Conținut
- Introducere de Forrest J. Ackerman.
- "Not Only Dead Men" (1942)
- "Final Command" (1949)
- "War of the Nerves" (1950)
- "Enchanted Village" (1950) Satul fermecat
- "Concealment" (1943)
- "The Sea Thing" (1940)
- "The Monster" (1948) Monstrul
- "Vault of the Beast" (1940)

## Prezentare
- Povestirea „Satul fermecat” a fost introdusă și în colecția Destinația Univers (1952). Prima expediție pe planeta Marte se soldează cu un accident. Singurul supraviețuitor descoperă un sat care se adaptează nevoilor celor care îl vizitează. Inițial, satul se străduiește să producă substanțele de care are nevoie omul pentru a trăi, apoi îl modifică chiar pe el.

- Povestirea „Monstrul” a fost introdusă și în colecția Destinația Univers (1952). O rasă extraterestră vrea să colonizeze Pământul dar, înainte de asta, vrea să afle ce a dus la extincția omenirii. Oamenii readuși la viață din diferite epoci istorice se dovedesc mai abili decât extratereștrii, reușind să împiedice colonizarea planetei și să repopuleze planeta.

- Vault of the Beast - Ființe dintr-o altă dimensiune au trimis un "robot" dintr-un material plastic viu  pe Pământ pentru a descoperi "cea mai puternică minte matematică din Sistemul Solar". Totul pentru ca această persoană să deschidă un seif de pe planeta Marte, seif care conține unul dintre creatorii săi.